# Praonethomimus tuberosithorax
Praonethomimus tuberosithorax là một loài bọ cánh cứng trong họ Cerambycidae.